# Casa fortificada de Benitzaina
La casa fortificada de Benitzaina, también denominada Alquería de la partida de Benitzaina, es un edificio agropecuario, alquería, que se sitúa en el término municipal de Denia (provincia de Alicante), y que fue construida posiblemente en el siglo XVIII.

## Descripción
La casa se encuentra situada en el interior, en la Partida de Benitzaina, cerca del río Gorgos. Consta de tres plantas con fachada principal orientada a levante, disponiendo en ella de una garita que la protege. Con huecos superpuestos, son mayores en la planta baja y de tamaño más reducido en la parte superior. El resto de la fachada es muy opaca, con la existencia de huecos muy reducidos y el citado garitón. Destaca el escudo situado sobre el dintel del acceso. 
En el lado sur se construyó otra vivienda más baja, en la que su fachada de levante presenta pocos huecos y donde destaca el arco de medio punto de la entrada.
La casa tuvo una ampliación hacia el norte, donde fueron construidas dos nuevas viviendas, que por sus características datan del siglo XIX. En la fachada de poniente se disponen los patios, corrales y dependencias como la almazara y el lagar para el pisado de uva. 
En las proximidades, se encuentran dos riurau para la producción de la uva pasa y una ermita de planta rectangular muy pequeña.